# Meer oder Seehanen Buch
Meer oder Seehanen Buch ist eine nach einzelnen Seehelden und ihren Fahrten gegliederte, aus anderen Sprachen ins Deutsche übersetzte Reisesammlung von Conrad Löw, die 1598 in Köln (gedruckt auf der Burgmauer) erschien. Wie ihr weiterer Titel besagt, sind darin verzeichnet wunderbare, denkwürdige Reisen und Schifffahrten der Könige von Spanien, Portugal, England und Frankreich, die in den letzten hundert Jahren (d. h. im 16. Jahrhundert) erfolgten, wozu noch zwei seltsame und denkwürdige Stücke hinzugefügt wurden, das eine die Erzählung der Schifffahrt im Jahre 1594 [bzw. 1595] von sieben Schiffen, „welche die Unierte Niderländische Ständ geschickt gegen Mitternacht, umb von dannen jren Lauff nach China zu nemen ... Das andere Stück ist ein warhaffter klarer eigentlicher Bericht von der weiten und wunderbaren Reise oder Schiffahrt, so drey Schiff und ein Pinaß auß Holland biß in Indien gegen Auffgang gethan“.
Das Werk zählt zu den großen Reisesammlungen des 16. Jahrhunderts.